# Eucera bidentata
Eucera bidentata là một loài Hymenoptera trong họ Apidae. Loài này được Pérez mô tả khoa học năm 1887.